# SV Holzweiler
Der SV Holzweiler (offiziell: Sportverein Holzweiler 1920 e.V.) ist ein Sportverein aus dem Erkelenzer Stadtteil Holzweiler im Kreis Heinsberg. Die erste Fußballmannschaft spielte ein Jahr in der höchsten mittelrheinischen Amateurliga.

## Geschichte
Der Verein wurde im Jahre 1920 gegründet und spielte bis zum Ende des Zweiten Weltkrieges in unteren Spielklassen. 1949 stieg die Mannschaft in die Bezirksklasse auf und schaffte zwei Jahre später den Aufstieg in die Landesliga, der seinerzeit höchsten Amateurliga am Mittelrhein. Als abgeschlagener Tabellenletzter mussten die Holzweiler nach nur einem Jahr wieder absteigen. Tiefpunkte der Saison waren die Spiele gegen den Meister Viktoria Alsdorf, die mit 0:9 in Alsdorf bzw. 2:10 zu Hause verloren wurden.
1956 stieg die Mannschaft wieder in die Kreisklasse ab, schaffte aber den direkten Wiederaufstieg. 1959 folgte der erneute Gang in die Kreisklasse. Der direkte Wiederaufstieg wurde verpasst, nachdem die Mannschaft die Entscheidungsspiele gegen den Monschauer Kreismeister TV Höfen verlor. Es folgten mehrere Jahre, in denen die Holzweiler zwischen Bezirks- und Kreisklasse pendelten, ehe 1981 der Wiederaufstieg in die Landesliga gelang. Nach dem siebten Platz 1983 musste die Mannschaft zwei Jahre später in die Bezirksliga absteigen. Im Jahre 2006 erreichte der Verein mit dem Gang in die Kreisliga B seinen sportlichen Tiefpunkt. Seit dem Abstieg im Jahre 2016 aus der Kreisliga A spielt der SV Holzweiler in der Kreisliga B.